# Laura Heyrman
Laura Heyrman (* 17. Mai 1993 in Beveren, Belgien) ist eine belgische Volleyballspielerin.

## Karriere
Heyrman begann ihre Karriere beim PNV Waasland. Mit Asterix Kieldrecht konnte sie als Mittelblockerin dreimal den belgischen Meistertitel holen. 2012 wechselte sie in die  Deutsche Bundesliga zum Dresdner SC. Nach der Bundesliga-Saison, die der Dresdner SC als Vizemeister beendete, wechselte Heyrman nach Italien zu LJ Volley Modena und 2016 zu Nordmeccanica Piacenza. Nach einer Saison in Japan bei Hitachi Rivale kehrte Heyrman 2018 zurück nach Italien und war bei Saugella Monza aktiv, mit dem sie 2021 den europäischen CEV-Pokal gewann. Anschließend ging sie in die Türkei zu Eczacıbaşı Istanbul.
Mit der belgischen Nationalmannschaft gewann Heyrman 2013 bei der Europameisterschaft in Deutschland und der Schweiz die Bronzemedaille.